# バルワイイー
バルワイイー（Barrouallie）はセントビンセント・グレナディーン、セント・パトリック教区の町。セントビンセント島西部のカリブ海に面しており、「ブラックフィッシュ（ゴンドウクジラ）」釣りが有名。人口は3,178人（2015年）。
国勢調査区域としてのバルワイイー区の面積は36.8平方キロメートル、人口は5,908人（2017年推計）。
元々先住民族のカリブ族が住んでいたが、1719年にフランス人が入植した。フランス人はアフリカ系奴隷を農場で働かせ、サトウキビ、コーヒー、タバコといった作物を生産した。その後イギリス領となり、1830年代の奴隷廃止法によって奴隷が解放された。しかしその影響から経済は低迷し、別の島へ移住する者が多数現れた。1898年9月11日のハリケーンでは教会を含むほぼすべての建物が破壊され、復興には多くの時間を費やした。